# Herz-Jesu-Kirche (Landsweiler-Reden)

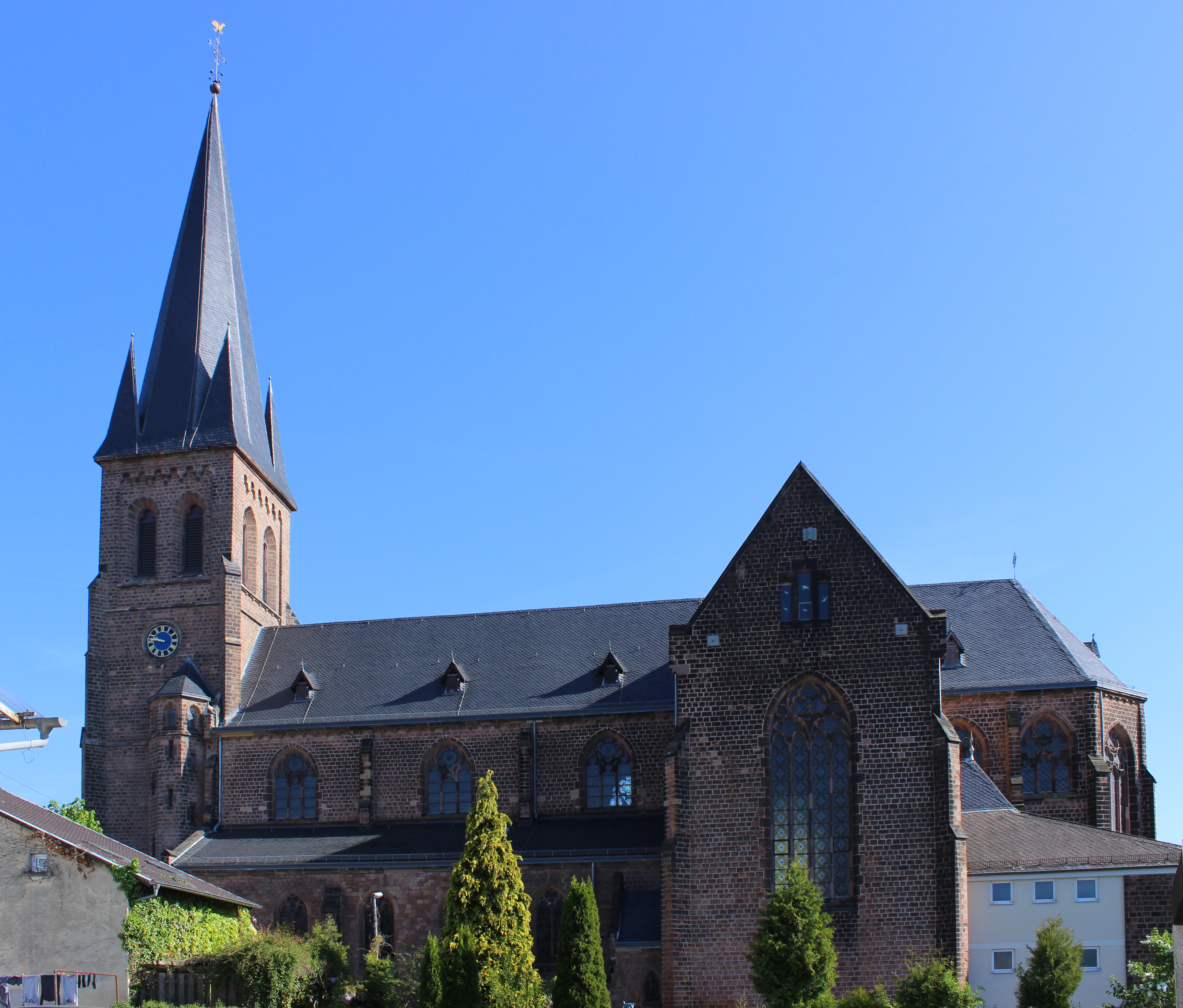
Die Pfarrkirche Herz Jesu in Landsweiler-Reden

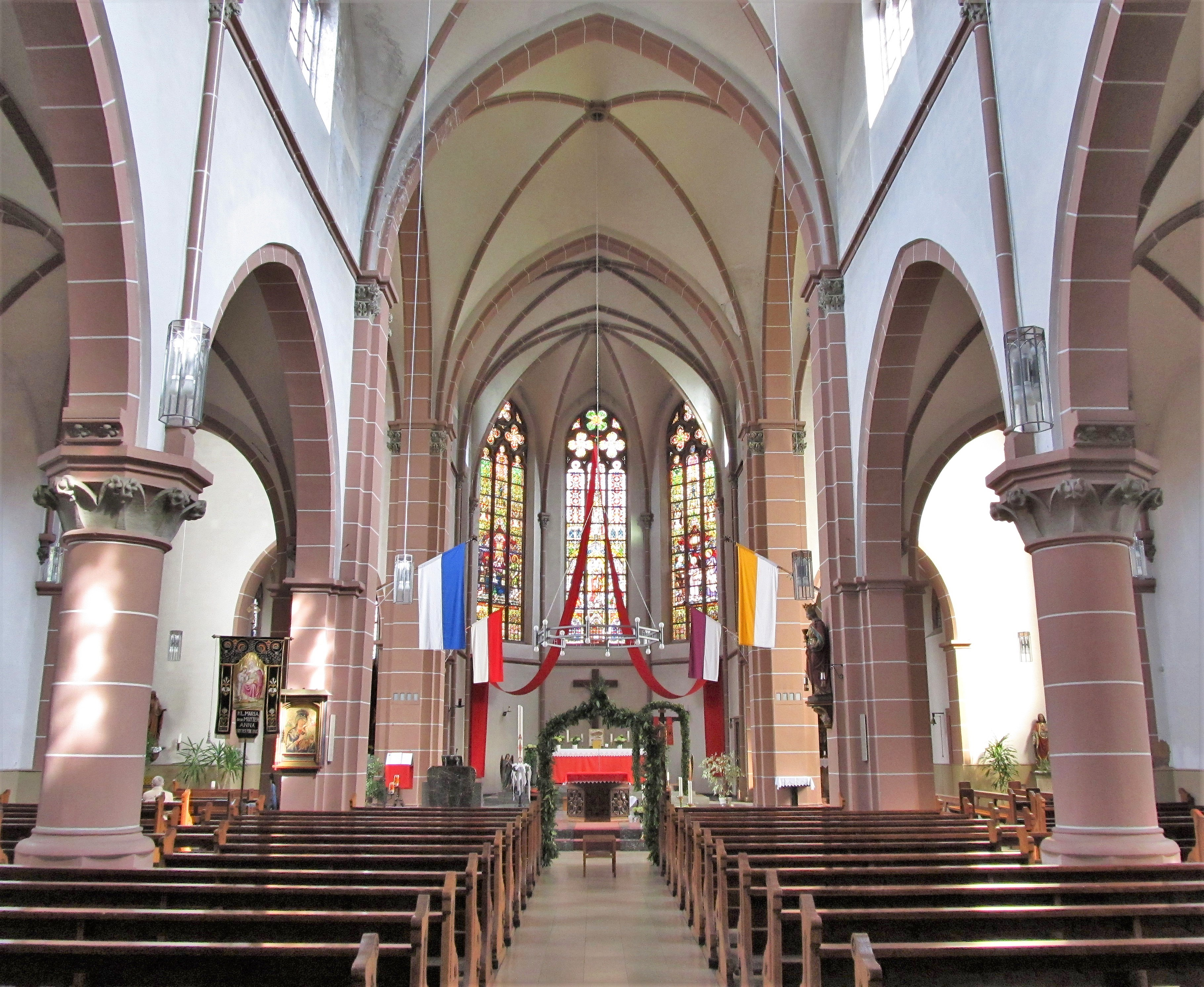
Blick ins Innere der Kirche

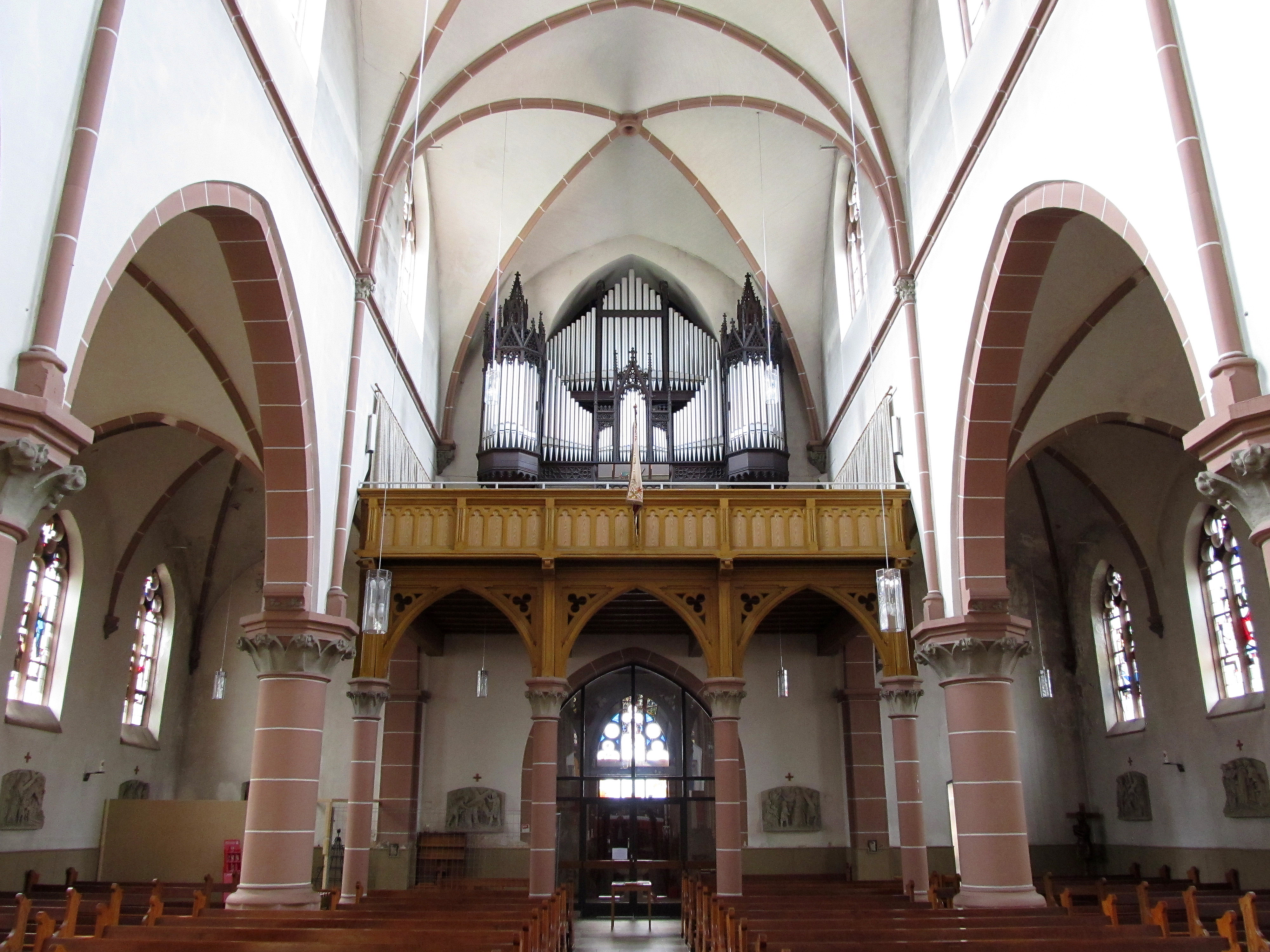
Blick zur Orgelempore

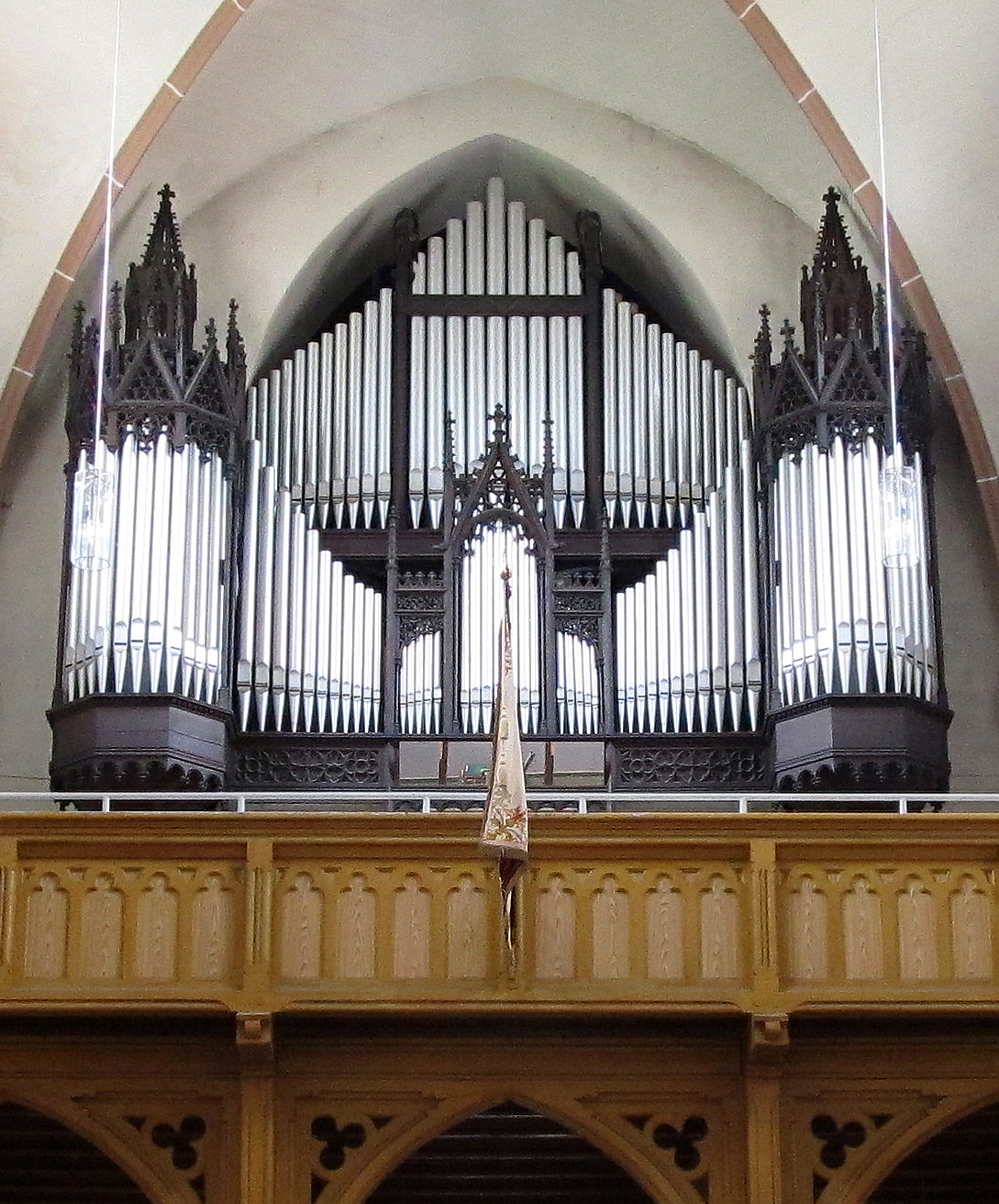
Orgelprospekt

Die Herz-Jesu-Kirche ist eine römisch-katholische Pfarrkirche in Landsweiler-Reden, einem Ortsteil der  saarländischen Gemeinde Schiffweiler, Landkreis Neunkirchen. Sie trägt das Patrozinium der Verehrung des heiligsten Herzens Jesu. In der Denkmalliste des Saarlandes ist das Kirchengebäude als Einzeldenkmal aufgeführt.

## Geschichte
Der Bau der Pfarrkirche Herz Jesu erfolgte in den Jahren 1897–1900 nach Plänen des Architekten Lambert von Fisenne (Gelsenkirchen). Aber auch Wilhelm Hector (Saarbrücken-St. Johann) wird als Architekt genannt.
Die Einsegnung der fertiggestellten Kirche wurde am 6. Mai 1900 vorgenommen. Die Konsekration durch den damaligen Trierer Bischof Michael Felix Korum fand am 22. Juli 1903 statt. Als sich im Jahr 1907 auf der Grube Reden eine der schwersten Schlagwetterexplosionen der preußischen Bergbaugeschichte ereignete, bei der 150 Bergleute umkamen, war die Kirche Ort des Trauergottesdienstes.
Im Laufe der Zeit wurden an und in dem Gotteshaus zahlreiche Renovierungsarbeiten durchgeführt, was auch Bergschäden geschuldet war. Zur Sicherung und Stabilisierung des Kirchengebäudes waren zeitweise Verankerungen und ein großes Stahlnetz im Innenraum angebracht.
Seit 1999 wird das Kirchengebäude einer Restaurierung unterzogen.

## Architektur und Ausstattung
Bei dem Kirchengebäude, das im Stil der Neugotik errichtet wurde, handelt es sich um eine dreischiffige Basilika. Das Langhaus, unterteilt in ein Mittelschiff und zwei niedrigere Seitenschiffe, weist eine Unterteilung in drei Joche auf. An das Langhaus schließt sich ein Querschiff an, daran ein fünfseitiger Chor mit polygonalem Abschluss. Somit ergibt sich als Grundriss die Form eines Lateinischen Kreuzes. Die Decken der drei Schiffe werden von Kreuzrippengewölben geformt. Dem Langhaus vorangestellt ist ein Kirchturm mit Spitzhelm.
Die Ausstattung aus der Erbauungszeit ist weitgehend erhalten. Beachtenswert sind die drei Fenster im Chor, sowie der in spätgotischen Formen errichtete Altar der Marienkapelle von Hans Steinlein (Eltville am Rhein). Weitere sehenswerte Ausstattungsgegenstände, die alle aus dem Jahr 1900 stammen, sind die im Vorraum im Eingangsbereich aufgestellte Pietà des Bildhauers Fritz Ewertz (Münster), das ebenfalls im Vorraum stehende Taufbecken, ein Geschenk des Neunkircher Hüttenbesitzers Stumm, der Josephsaltar sowie die Figuren der heiligen Barbara und des heiligen Aloysius.
Ein Granitblock ersetzte bereits vor dem Zweiten Vatikanum den Hochaltar im Chor. Aus Teilen der ehemaligen Kommunionbank, die den Chor vom übrigen Kirchenraum trennte, fertigte Schreiner Manfred Schorr den in der Vierung aufgestellten Zelebrationsaltar an.

## Orgel
Die Orgel der Kirche (Opus 324) wurde 1906 von der Firma Johannes Klais Orgelbau (Bonn) als zweimanualiges Instrument mit 30 Registern erbaut. 1974 erfolgte eine Umdisponierung durch Hans Gerd Klais. Das auf einer Empore aufgestellte Kegelladen-Instrument besitzt eine pneumatische Spiel- und Registertraktur. Die Disposition lautet wie folgt:
| I Hauptwerk C–g3 |                |       |
| 1.               | Bordun         | 16′   |
| 2.               | Principal      | 8′    |
| 3.               | Gemshorn       | 8′    |
| 4.               | Gedackt        | 8′    |
| 5.               | Viola da Gamba | 8′    |
| 6.               | Octave         | 4′    |
| 7.               | Hohlflöte      | 4′    |
| 8.               | Quinte         | 2 ⁄3′ |
| 9.               | Flauto piccolo | 2′    |
| 10.              | Mixtur 4-5f    | 4′    |
| 11.              | Cymbel 4f      |       |
| 12.              | Trompete       | 8′    |

| II Schwellwerk C–g3 |                  |        |
| 13.                 | Lieblich Gedackt | 16′    |
| 14.                 | Principalflöte   | 8′     |
| 15.                 | Flauto amabile   | 8′     |
| 16.                 | Salicional       | 8′     |
| 17.                 | Quintatön        | 8′     |
| 18.                 | Rohrflöte        | 4′     |
| 19.                 | Quinte           | 2 ⁄3′  |
| 20.                 | Octave           | 2′     |
| 21.                 | Terz             | 1 3⁄5′ |
| 22.                 | Scharff 4f       |        |
| 23.                 | Krummhorn        | 8′     |

| Pedal C–d1 |            |                                       |
| 24.        | Principal  | 16′                                   |
| 25.        | Subbaß     | 16′                                   |
|            | Zartbordun | 16′ (Transm. II Lieblich Gedackt 16') |
| 26.        | Octavbaß   | 8′                                    |
| 27.        | Cello      | 8′                                    |
| 28.        | Choralbaß  | 4′                                    |
| 29.        | Posaune    | 16′                                   |

- Koppeln:
  - Normalkoppeln: II/I, I/P, II/P
  - Suboktavkoppeln: II/I
  - Superoktavkoppeln: I/I, II/I
- Spielhilfen: Melodiekoppel II/I, Generalkoppel, Pianissimo, Piano, Mezzoforte, Forte, Tutti, Gambenchor, Flötenchor, 1 freie Kombination, Zungen Ab, Crescendowalze